# Georgeericksenita
La georgeericksenita és un mineral de la classe dels òxids. Rep el seu nom en honor de George E. Ericksen (1920-1996), qui va estudiar els dipòsits de nitrats pel Servei Geològic dels Estats Units. Va ser descoberta a l'Oficina Chacabuco (Província d'Antofagasta, Xile); es tracta de l'únic indret on ha estat trobada aquesta espècie mineral.

## Característiques
La georgeericksenita és un cromat-iodat de fórmula química Na₆CaMg(IO₃)₆(CrO₄)₂(H₂O)₁₂. Cristal·litza en el sistema monoclínic. La seva duresa a l'escala de Mohs es troba entre 3 i 4. Segons la classificació de Nickel-Strunz pertany a «04.KD: Iodats amb anions addicionals, amb H₂O» juntament amb la dietzeïta.

## Estructura cristal·lina
L'estructura cristal·lina de la george-ericksenita té les següents característiques:
- un sol lloc únic [4]Cr(S).
- un sol lloc únic [6]Mg octaèdric.
- tres llocs independents [6]I, coordinats per atoms d'oxigen i molècules d'aigua.
- tres llocs Na: (1) octaèdric, (2) octaèdric augmentat, i (3) triangular dodecaèdric.
- un sol lloc únic Ca, en coordinació quadrada antiprismàtica.
- sis llocs únics de molècules d'aigua.

Els poliedres de cations comparteixen els vèrtexs, les arestes i les cares i, per tant, formen lloses paral·leles a (100) unides per ponts d'hidrogen.